# Říšské stavy

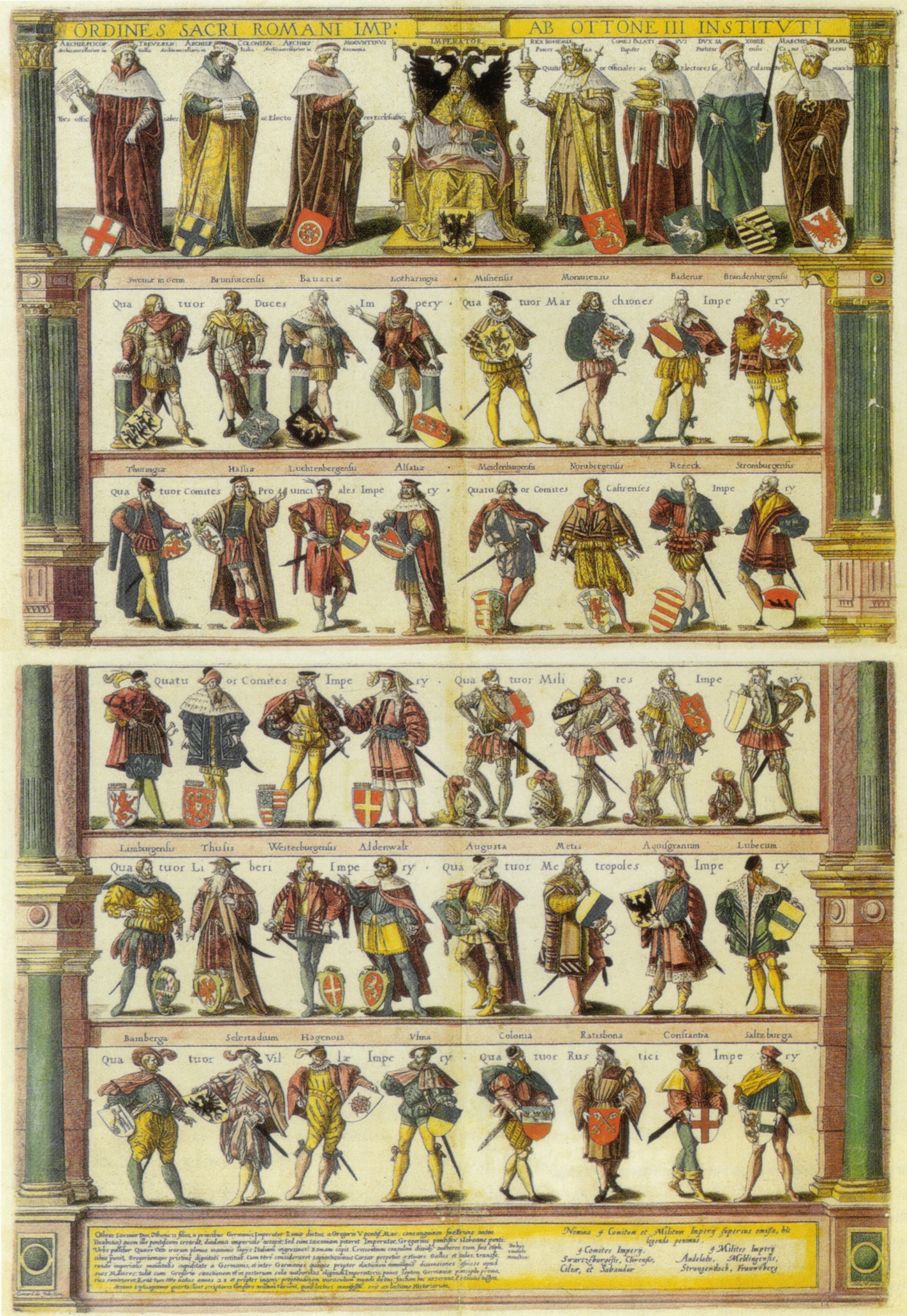
Symbolické znázornění Říšských stavů na mědirytu z roku 1606

Říšské stavy Svaté říše římské německého národa, něm. Reichsstände (des Heiligen Römischen Reiches Deutscher Nation), jsou někdejší osoby a korporace, které zaujímaly místo a hlas v říšském sněmu.

## Složení
V raném novověku existovalo více než 300 duchovních a světských knížat a také svobodných říšských měst, hrabat a rytířských řádů. Členství v elitním klubu Říšských stavů mohlo být císařem uděleno i osobám, které nevlastnily žádné území (tzv. personalisté). Od roku 1654 bylo podmínkou k nabytí stavu držení tzv. říšského bezprostředního panství, území – léno (něm. Lehen), které bylo přímo uděleno římskoněmeckým císařem. Kromě toho byl nezbytný souhlas příslušného kolegia Říšského sněmu a schválení císařem. Všechny říšské stavy byly zaznamenány v říšské matrice.
Duchovní říšské stavy byly:
- tři duchovní kurfiřti: arcibiskupové mohučský, kolínský a trevírský
- další vysocí církevní hodnostáři, kteří spravovali vlastní světské území (např. říšští biskupové, říšští opati resp. preláti a abatyše)
- představitelé rytířských řádů – (Řád německých rytířů, Johanité)

Mezi světské říšské stavy patřily:
- čtyři, později šest světských kurfiřtů: falckrabě rýnský („Kurpfalz“), vévoda Saského kurfiřtství („Kursachsen“), markrabě braniborský a král český. Od roku 1623/48 také vévoda bavorský od roku 1692/1708 vévoda brunšvicko-lüneburský („Kurhannover“)
- říšská knížata, hrabata a svobodní páni (poslední jen do doby třicetileté války, pak většinou povýšeni na hrabata či vstoupili do říšského rytířstva)
- a svobodná říšská města

## Pravomoce
Od roku 1489 byly stavy v říšském sněmu Svaté říše římské rozděleny na tři kolegia. Rozlišovala se kurfiřtský senát (Kurfürstenkollegium)/ kurfiřtská rada (Kurfürstenrat), Rada říšských knížat (Reichsfürstenrat) a senát říšských měst (Reichsstädtekollegium). Hrabata a svobodní páni byli v říšské zastoupeni, avšak jen (nejprve 2, později 4) kuriálními hlasy. Pro říšské usnesení (Reichsabschied) byl nezbytný souhlas všech tří kolegií. Říšští rytíři se několikrát bez úspěchu pokoušeli vydobýt si pro sebe korporativní postavení samostatného říšského stavu.
Kurfiřti, knížata a říšští biskupové měli v říšské radě každý svůj vlastní hlas, tzv. Virilstimme (z lat. vir = muž, něm. Stimme = hlas). Naproti tomu hrabata byla sjednocena ve čtyřech kolegiích, ve vestfálské, veterauské, franské a švábské hraběcí lavici, z nichž každé, ač složené z mnoha členů, však mělo jeden společný kuriátní hlas. Také svobodné duchovní (prelátské) stavy tvořily dvě kolegia, rýnskou a švábskou lavici.
Říšské stavy byly povinny odvádět císaři říšskou daň a také v případě potřeby sestavit vojenské kontingenty říšské armády. Všechny říšské stavy byly povinné se osobně účastnit na zasedání říšského sněmu (v případě porušení této povinnosti bylo možné odvolání z funkce). Naproti tomu nemohl být žádný společný říšský zákon schválen bez odhlasování říšskými stavy. Ty mohly rozhodovat o vyhlášení války a o uzavírání smluv mezi říší a ostatními státy, stejně jako schvalování utvoření nových knížectví.